# Isosaari (ö i Pihtipudas, Elämäjärvi)
Isosaari är en ö i Finland. Den ligger i sjön Elämäjärvi och i kommunen Pihtipudas i den ekonomiska regionen  Saarijärvi-Viitasaari och landskapet Mellersta Finland, i den centrala delen av landet, 400 km norr om huvudstaden Helsingfors. Öns area är 2,8 hektar och dess största längd är 390 meter i sydöst-nordvästlig riktning.